# Carl Herman Weidenhielm
Carl Herman Weidenhielm, född den 15 maj 1852 i Jönköping, död den 13 januari 1911 i Stockholm, var en svensk ämbetsman. Han var son till Ernst August Weidenhielm och brorson till Oscar Weidenhielm.
Weidenhielm blev 1871 student vid Uppsala universitet, avlade 1875 examen till rättegångsverken och blev 1877 vice häradshövding. Han tjänstgjorde i Kammarrätten och Arméförvaltningen (ombudsman 1885–1895), blev 1895 kansliråd och 1899 expeditionschef i Lantförsvarsdepartementet samt 1904 generalkrigskommissarie. Weidenhielm var därjämte sekreterare i riksdagens kansli (1881–1895) samt i kommittéerna angående statens upphandlings- och entreprenadväsen (1887–1888) och fredsförvaltningen (1893–1895). Han utgav Samling af gällande föreskrifter angående rustnings- och roteringsbesvärens effektiva utgörande vid indelta armén (1891) och Samling af de vid 1910 års ingång gällande författningar et cetera angående förvaltningen vid svenska armén under fred (1910). Weidenhielm var ledamot av Krigsvetenskapsakademien (invald 1901). Han blev riddare av Vasaorden 1892 samt kommendör av andra klassen av Nordstjärneorden 1902 och av första klassen av samma orden 1906.